# Championnat National 1 A 1997/98
Die Saison 1997/98 des Championnat National 1 A war die 24. Ausspielung der französischen Frauenfußballmeisterschaft seit der offiziellen Anerkennung des Frauenfußballs durch die FFF, den Fußballverband Frankreichs, im Jahr 1970 und der ersten Austragung in der Saison 1974/75. Das Championnat National 1 A wurde im reinen Ligamodus in einer aus einer einzigen Gruppe bestehenden, zwölf Teams umfassenden frankreichweiten höchsten Liga ausgetragen. Bei den französischen Fußballspielerinnen handelte es sich zu dieser Zeit offiziell noch um reine Amateure.
Die Vorjahressiegerinnen des Juvisy FCF konnten ihren Erfolg nicht wiederholen; stattdessen gewann der FC Lyon seinen vierten Meistertitel.

## Qualifikation und Austragungsmodus
Für die Teilnahmeberechtigung wurde ausschließlich das Abschneiden in der Vorsaison berücksichtigt; qualifiziert waren die neun bestplatzierten Frauschaften des Vorjahres sowie drei Aufsteiger aus der in drei regionale Gruppen aufgeteilten zweiten Division (Championnat National 1 B). Somit umfasste die erste Liga in dieser Saison folgende Teilnehmer:
- aus dem Norden: USO Bruay-Labuissière, Titelverteidiger Juvisy FCF, VGA Saint-Maur, Aufsteiger AS Saint-Quentin
- aus dem Westen: ESOF La Roche, Aufsteiger Stade Quimper, CS Saint-Brieuc, ASJ Soyaux, Toulouse OAC
- aus dem Süden: Celtic Beaumont, FC Lyon, Aufsteiger Entente Montpellier Le Crès

Die Meisterschaft wurde in einer doppelten Punkterunde ausgespielt, in der jeder Verein in Heim- und Auswärtsspiel gegen jeden anderen antrat. Es galt die „Drei-Punkte-Regel“; bei Punktgleichheit gab zunächst der direkte Vergleich und anschließend gegebenenfalls die bessere Gesamt-Tordifferenz den Ausschlag. Am Ende der Saison mussten die drei Tabellenletzten absteigen und wurden für die kommende Spielzeit durch die Gruppensieger der drei zweitklassigen Spielstaffeln ersetzt.

## Ergebnisse, Tabelle und Saisonverlauf
|                     | USO Bru | FCF Juv | ESO LaR | FC Lyo | Cel Bea | Ent MLC | Sta Qui | CS StB | VGA StM | AS StQ | ASJ Soy | OAC Tou |
| USO Bruay-Labuiss.  |         | 0:2     | 1:3     | 1:2    | 3:0     | 4:3     | 0:3     | 2:1    | 3:3     | 2:1    | 2:7     | 3:0     |
| Juvisy FCF          | 2:1     |         | 1:2     | 1:1    | 8:0     | 6:0     | 2:1     | 3:1    | 1:0     | 2:0    | 2:1     | 1:0     |
| ESOF La Roche       | 4:3     | 1:2     |         | 0:0    | 3:0     | 2:0     | 4:0     | 1:1    | 4:0     | 3:0    | 2:0     | 1:3     |
| FC Lyon             | 6:2     | 1:0     | 2:1     |        | 2:1     | 2:2     | 8:1     | 5:0    | 4:0     | 2:0    | 3:3     | 3:0     |
| Celtic Beaumont     | 3:2     | 1:4     | 0:3     | 0:3    |         | 1:2     | 3:1     | 1:2    | 1:0     | 1:6    | 0:4     | 1:8     |
| Montpellier Le Crès | 3:0     | 2:6     | 0:1     | 2:6    | 2:1     |         | 3:0     | 0:3    | 3:0     | 2:3    | 2:2     | 2:4     |
| Stade Quimper       | 3:4     | 1:4     | 1:2     | 0:4    | 5:1     | 1:1     |         | 0:2    | 1:1     | 2:0    | 5:6     | 0:8     |
| CS Saint-Brieuc     | 9:2     | 2:1     | 1:1     | 1:3    | 5:1     | 7:1     | 5:1     |        | 4:0     | 2:3    | 1:0     | 2:4     |
| VGA Saint-Maur      | 1:1     | 1:2     | 0:0     | 0:2    | 1:0     | 0:1     | 2:2     | 0:0    |         | 0:0    | 0:0     | 0:3     |
| AS Saint-Quentin    | 4:0     | 0:6     | 0:2     | 1:8    | 4:1     | 1:1     | 3:0     | 0:4    | 0:2     |        | 2:0     | 0:5     |
| ASJ Soyaux          | 1:1     | 1:1     | 1:0     | 1:3    | 3:1     | 7:0     | 5:0     | 0:2    | 2:0     | 4:2    |         | 1:4     |
| Toulouse OAC        | 3:1     | 0:2     | 3:1     | 2:2    | 4:1     | 4:0     | 7:0     | 3:2    | 1:0     | 1:0    | 2:0     |         |

| Pl. | Frauschaft                 | Sp | G  | U | V  | Tore  | Diff. | Pkte. |
| --- | -------------------------- | -- | -- | - | -- | ----- | ----- | ----- |
| 1.  | FC Lyon                    | 22 | 17 | 5 | 0  | 72:19 |       | 56    |
| 2.  | Juvisy FCF (TV)            | 22 | 17 | 2 | 3  | 59:17 |       | 53    |
| 3.  | Toulouse OAC               | 22 | 17 | 1 | 4  | 69:23 |       | 52    |
| 4.  | ESOF La Roche              | 22 | 13 | 4 | 5  | 41:19 |       | 43    |
| 5.  | CS Saint-Brieuc            | 22 | 12 | 3 | 7  | 57:32 |       | 39    |
| 6.  | ASJ Soyaux                 | 22 | 9  | 5 | 8  | 49:35 |       | 32    |
| 7.  | AS Saint-Quentin (N)       | 22 | 7  | 2 | 13 | 30:50 |       | 23    |
| 8.  | Entente Montp. Le Crès (N) | 22 | 6  | 4 | 12 | 32:61 |       | 22    |
| 9.  | USO Bruay-Labuissière      | 22 | 6  | 3 | 13 | 38:64 |       | 21    |
| 10. | VGA Saint-Maur             | 22 | 2  | 8 | 12 | 11:35 |       | 14    |
| 11. | Stade Quimper (N)          | 22 | 3  | 3 | 16 | 28:75 |       | 12    |
| 12. | Celtic Beaumont            | 22 | 3  | 0 | 19 | 19:75 |       | 09    |

Juvisy zuhause gegen La Roche und Toulouse in Bruay leisteten sich einzelne Ausrutscher, während die Spielerinnen des neuen Meisters ohne Niederlage blieben, und dies ergab bei drei ähnlich starken Teams am Ende einen knappen Punktevorsprung für den FC Lyon. In der unteren Hälfte des zweigeteilten Tabellenmittelfeldes fanden sich mit Saint-Quentin und Montpellier zwei der drei Aufsteiger, deren Punktekonto einen deutlichen Abstand zu Rang zehn aufwies.
Absteigen mussten nach zwei Jahren Erstligazugehörigkeit die Frauen aus Marseilles Vorstadt Beaumont, die von ihren Auswärtsfahrten nicht einen einzigen Punkt mitbrachten und auch zuhause lediglich gegen die drei unmittelbar vor ihnen platzierten Frauschaften gewannen. Begleitet wurde Celtic von den Aufsteigerinnen aus Quimper und von VGA Saint-Maur. Letztere waren die „Übermannschaft“ der 1980er Jahre mit sechs französischen Meistertiteln gewesen, hatten schon an dessen erster Ausspielung 1974/75 teilgenommen und waren 1992/93 in der Liga – hinter Lyon und Juvisy – noch einmal Tabellendritte geworden. Seither war es mit La Vie au Grand Air langsam bergab gegangen, und diese Entwicklung kulminierte nun in einer beispiellos schlechten Torquote von elf Treffern in 22 Spielen. Davon waren Saint-Maurs Frauen sieben Tore in nur drei Partien gelungen, so dass sie sich bei den restlichen 19 Spielen nur in jedem fünften über einen eigenen Treffer freuen konnten. Das konnte selbst eine relativ sattelfeste Abwehr um die Nationaltorfrau Sandrine Roux, die nur 35 Gegentreffer zuließ, nicht kompensieren. Für mindestens die folgenden 16 Jahre hat VGA Saint-Maur auch nicht wieder in die erste Liga zurückgefunden.
Zur kommenden Saison kamen als Aufsteiger aus der zweiten Liga Croix Blanche OSL Angers, die US Orléans und der SC Caluire Saint-Clair neu hinzu.